# Rùa Trung bộ
Rùa Trung bộ (danh pháp khoa học: Mauremys annamensis) là một loài rùa thuộc họ Rùa đầm (Geoemydidae = Bataguridae).
Rùa Trung bộ là loài đặc hữu của một vùng nhỏ ở miền Trung Việt Nam. Loài này được thấy khá nhiều trong những năm 1930 nhưng tất cả các cuộc khảo sát sau năm 1941 đều không cho thấy một cá thể nào sống hoang dã.
Do hầu như không bắt gặp loài rùa này bị buôn bán để làm thực phẩm nên loài này hầu như không còn tồn tại trong tự nhiên.
Nam 2006, một quần thể rùa Trung bộ hoang dã đã được tìm thấy ở gần Hội An thuộc tỉnh Quảng Nam. Mặc dù rất hiếm, các mẫu vật rùa Trung bộ vẫn được bán ở Trung Quốc và Hồng Kông, thậm chí còn được nhập cảnh trái phép vào Hoa Kỳ. Một số ít rùa Trung bộ đang được nuôi giữ ở đảo Hải Nam, Trung Quốc cũng như ở Trung tâm Bảo tồn rùa Cúc Phương đóng tại Vườn Quốc gia Cúc Phương ở miền Bắc Việt Nam. Loài này gần như đã tuyệt chủng trong tự nhiên do tình trạng săn bắt trái phép .
Một dòng lai giữa rùa Trung bộ với một loài khác thuộc họ Rùa đầm là rùa hộp lưng đen (Cuora amboinensis) đã được phát hiện. Ngoài ra, một loài mới được đề xuất là Ocadia glyphistoma, là con của rùa cổ sọc (Ocadia sinensis) đực với rùa Trung bộ cái, loài lai này có thể được lai ngoài tự nhiên hoặc trong môi trường nuôi giữ.

## Đặc điểm nhận dạng
Rùa Trung Bộ có kích cỡ trung bình, chiều dài mai khoảng 17 cm. Mai hơi dẹp, đằng sau mai không có răng cưa, trên mai có 3 gờ chạy dọc, gờ giữa lưng là rõ nhất. Đầu màu nâu sẫm hoặc xám đen, mỗi bên có 3 sọc vàng : 1 sọc từ mũi qua ổ mắt rồi tới cổ, 1 sọc khác lớn hơn từ mũi qua ổ mắt và màng nhĩ tới cổ và 1 sọc chạy dọc phía dưới hàm tới cổ. Mai có màu xám sẫm, yếm màu vàng hay da cam, có những đốm lớn màu đen ở mỗi tấm yếm.

## Sinh học, sinh thái
Rùa Trung Bộ sống ở suối và đầm lầy. Thường tìm kiếm thức ăn ở những nơi nước chảy chậm hoặc tĩnh. Là một loài ăn tạp ( côn trùng, giun, cá và thực vật thủy sinh ).

## Phân bố
Tại Việt Nam : Đà Nẵng, Quảng Nam.